# San Sebastiano (Perugino Ermitage)
San Sebastiano è un dipinto a olio su tavola di quercia (53,3x39,5 cm) di Pietro Perugino, databile al 1493-1494 circa e conservato nell'Ermitage a San Pietroburgo.

## Descrizione e stile
Il martirio di san Sebastiano, militare romano condannato per via della sua fede cristiana alla crivellatura di frecce, avviene su sfondo scuro, con il santo rappresentato inconsuetamente a mezzobusto, che ha fatto pensare a una possibile mutilazione della tavola originaria. 
Sebastiano ha un corpo di un'equilibrata bellezza ideale, che appare dall'oscurità come se emergesse da una nicchia, evidenziando i richiami alla statuaria antica. La sua espressione guarda languidamente verso il cielo, come a trovare conforto del martirio nel mondo divino superiore, secondo uno schema già collaudato dall'artista. La freccia conficcata nel collo, dove si trova la firma dell'artista in lettere dorate ("P[I]E[T]RUS PERUSINUS PINXIT"), è l'unico accenno al martirio, mentre l'espressione del santo esclude qualsiasi accenno di sofferenza, in favore di un tono velatamente malinconico. Nella rotazione della testa si scorgono anche,  particolare unico nella serie dei San Sebastiano del pittore, i denti che affiorano dalla bocca appena dischiusa.